# Rückenstreifenwiesel
Das Rückenstreifenwiesel (Mustela strigidorsa) ist eine Raubtierart aus der Familie der Marder (Mustelidae).

## Merkmale
Namensgebendes Merkmal dieses Tieres ist ein weißer Streifen, der sich den Rücken entlang bis zur Schwanzwurzel erstreckt. Auch entlang des Bauches zieht sich ein heller Streifen. Die Lippen, Wangen und die Kehle sind gelblich-weiß gefärbt, das übrige Fell ist dunkelbraun. Ähnlich dem Nacktfußwiesel sind die Fußsohlen unbehaart. Rückenstreifenwiesel erreichen eine Kopfrumpflänge von 25 bis 32,5 Zentimeter, der Schwanz wird 10 bis 20,5 Zentimeter lang.
Die Zahnformel lautet: I3/3, C1/1, P 3/3, M 1/2.

## Verbreitungsgebiet und Lebensraum

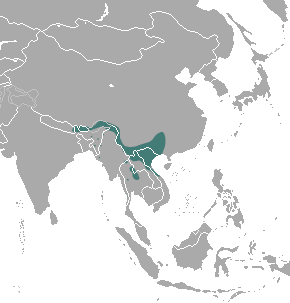
Das Verbreitungsgebiet des Rückenstreifenwiesels

Die Heimat dieser Tiere ist Südostasien. Ihr Verbreitungsgebiet erstreckt sich von Nepal über Myanmar und das südliche China (Yunnan) bis in das nördliche Laos und Vietnam. Ihr Lebensraum sind immergrüne Wälder, Busch- und Ackerland in 90 bis 2500 Meter Seehöhe.

## Lebensweise
Über ihre Lebensweise ist wenig bekannt, vermutlich leben sie wie andere Wiesel auch einzelgängerisch und sind geschickte Räuber, die sich von kleinen Nagetieren und anderen Tieren ernähren. Rückenstreifenwiesel wurden sowohl auf dem Erdboden als auch kletternd in Bäumen beobachtet.

## Bestand
Rückenstreifenwiesel sind in erster Linie durch die Zerstörung ihres Lebensraumes bedroht. Schätzungen zufolge leben nur mehr weniger als 10.000 Exemplare, die IUCN listet sie als gefährdet (vulnerable).

## Belege
1. 1 2 3 4  Don E. Wilson, Russell A. Mittermeier: Handbook of the Mammals of the World – Volume 1 Carnivores. Lynx Editions, 2009, ISBN 978-84-96553-49-1. Seite 654.
2. ↑  Mustela strigidorsa in der Roten Liste gefährdeter Arten der IUCN 2013.2. Eingestellt von: Duckworth, J.W., Yonzon, P., Abramov, A. & Timmons, R.J., 2008. Abgerufen am 22. Januar 2014.